# Léo Romano
Léo Romano (Rio Grande do Sul, c. 1930) é/foi um cantor e compositor brasileiro. Segundo outras fontes, Léo Romano nasceu em em Porto Alegre, em 1 de novembro de 1919. Com estilo que incorpora o romantismo, gravou discos pela RCA Victor e pela Sinter.
Romano estreou em gravações no ano de 1952, pela Sinter, lançando o bolero Llanto de Luna, composta por Julio Gutiérrez, e versão de Roberto Corte Real; e a valsa Não Crês em Mim, composta por Julio Nagib. Transferiu-se para a Odeon em 1956 e gravou por lá alguns discos com as quais fez muito sucesso.
Contabilizando pouco mais de vinte anos de carreira, Romano registou mais de vinte discos pelas gravadoras Sinter, Odeon e Chantecler, que também lhe rendeu participações em inúmeras coletâneas carnavalescas.
Em 1970, pela gravadora RGE, a sua canção A Marcha do Abraço, com parceria de J. Nunes e Gentil Castro, esteve presente na coletânea Carnaval 70.

## Discografia (parcial)
- 1952 - 78 - Llanto de luna - Não crês em mim - Sinter
- 1952 - 78 - Valeska - Os óculos da vovó - Sinter
- 1958 - 78 - Três beijos - Mama mia - Mocambo
- 1960 - 78 - Boa sorte - Sarita - Odeon
- 1960 - 78 - Lua azul - Olha nos meus olhos - Odeon
- 1960 - EP - Léo Romano - Faixas: Lua azul - Olha nos meus Olhos - Boa sorte - Sarita - Odeon
- 1960 - LP - Lua azul - Odeon
- 1962 - 78 - Escândalo - Odeon
- 1962 - 78 - A secretária - Que será - Odeon
- 1963 - 78 - Tenho que pagar - Milagre de amor - Odeon
- 1964 - 78 - Rio manso - Não sei porque - Chantecler